# Société française des roses
La Société française des roses « Les Amis des roses », fondée à Lyon en 1886, a son siège à la roseraie du parc de la Tête d'or à Lyon (Rhône). 
Ses membres sont des amateurs et des rosiéristes. Parmi ses activités, elle tient à jour en ligne l'agenda de toutes les manifestations en rapport avec les roses à travers le monde et elle informe ses adhérents des manifestations relatives à la rose…
Elle organise le « Concours International de Roses Nouvelles de Lyon » qui se tient chaque année en juin depuis 1931. La roseraie de concours du parc de la Tête d'or, surnommée « roseraie d’essais », a été réalisée en 1930 par l'architecte paysagiste Philibert Lavenir, élève d’Édouard André. Proposés au public avant la commercialisation, les rosiers sont exposés en un demi-cercle adossé à l’ancienne ferme du Parc. Le titre de « plus belle rose de France » est décerné depuis 1931 à Lyon par un jury de professionnels de l’horticulture. Ce concours de roses récompense également les « grandes roses du siècle ». Le jugement se fait lors de nombreux passages sur une période de deux ans et les critères sont la qualité de la végétation et sa résistance aux maladies, l'abondance de la floraison et la qualité des fleurs.
Elle participe à de nombreuses manifestations, qu'elle soutient, et tout particulièrement :
- « alterarosa » à Avignon, rencontre entre amateurs de la rose, professionnels et grand public.
- « Biennale de la rose parfumée » à Nantes.

Elle participe également, grâce à plusieurs de ses membres, aux jurys dans les concours français et européens. 
Elle édite encore chaque année sa revue Les Amis des roses.